# (3962) Valyaev
(3962) Valyaev – planetoida z pasa głównego asteroid okrążająca Słońce w ciągu 5,75 lat w średniej odległości 3,21 j.a. Odkryła ją Tamara Smirnowa 8 lutego 1967 roku w Krymskim Obserwatorium Astrofizycznym w Naucznym. Nazwa planetoidy pochodzi od Walerija Iwanowicza Waliajewa (ur. 1944), rosyjskiego astronoma z Instytutu Astronomii Teoretycznej, specjalisty od efemeryd.